# مستوى الرمز
في الأنظمة القائمة على المعرفة، يختار العملاء الإجراءات وفقاً لمبدأ العقلانية للاقتراب من الهدف المنشود. يتمكن العميل من اتخاذ القرارات بناءً على المعرفة التي يمتلكها عن العالم (انظر مستوى المعرفة ). ولكن حتى يتمكن الوكيل من تغيير حالته فعليًا، يجب عليه استخدام أي وسيلة متاحة له. هذا المستوى من الوصف لسلوك العميل هو مستوى الرمز. صاغ هذا المصطلح الباحث ألين نيويل عام 1982.
على سبيل المثال، في برنامج كمبيوتر، يتكون مستوى المعرفة من المعلومات الموجودة في هياكل البيانات المستخدمة لأداء إجراءات معينة. يتكون مستوى الرمز من خوارزميات البرنامج، وهياكل البيانات نفسها.